# 黃金時代 (小說)
《黄金时代》是王小波所作的中篇小说，小说1982年开始酝酿，历经十年，修改多遍方告完成。1991年，该书获第13届《联合报》中篇小说奖，在《联合报》副刊连载，并在台湾出版。在中國該書只能以手抄本的形式流传，在1997年由花城出版社出版。《黄金时代》与《三十而立》、《似水流年》、《革命时期的爱情》、《我的阴阳两界》四篇小说一起收入小说集《黄金时代》。该系列入选《亚洲周刊》“二十世纪中文小说一百强”

## 出版
本书完成后几乎没有出版社愿意出版，直到华夏出版社部门主任赵洁平将此书印书出版，但她因此遭到总主编处分。王小波和赵洁平只好到小书摊和图书批发市场去推销此书。直到王小波死后两年，此书才得到畅销。

## 情节概要
知青王二21岁那年到云南插队，由于用同乡罗小四的猎枪打耗子而被队长误会打伤了其狗的左眼。队长因而借故整治王二，让有腰伤的他干力气活。王二腰病复发，找到医生陈清扬治病。26岁的陈清扬丈夫坐牢，被众人污蔑为“破鞋”。王二告诉她与其证明自己无辜，不如证明自己不无辜，陈清扬对此又羞又恼。
21岁生日那天早上，王二在山上放牛，对生活充满憧憬。当晚请陈清扬来吃鱼谈天，但下午鱼围坝被景颇族孩子勒农坐垮，鱼全泡了汤。晚上王二和陈清扬大谈“伟大的友谊”，并第一次做爱。早晨二人分手，王二下山放牛。到牛圈后，王二与本地人三闷儿起了争端，酿成本地人与知青的冲突。晚上开斗争会，三闷儿的娘趁王二不注意用长条凳猛击他的腰，导致王二腰伤复发，昏倒在地。陈清扬闻讯披头散发从山上跑来抢救，昭明两人的关系。

## 反响
尽管该书于1995年遭到中国大陆当局查禁，但是仍受到读者和文学评论家赞赏。《人民日报》海外版形容“这部小说无论在国内还是海外留学生偶一露面总会造成排队阅读的局面”。